# Уилкин (округ)
Уи́лкин (англ. Wilkin County) — округ в штате Миннесота, США. Административный центр и крупнейший город — Брекенридж. По переписи 2000 года в округе проживают 7138 человек. Площадь — 1947 км², из которых 1946,4 км² — суша, а 0,58 км² — вода. Плотность населения составляет 4 чел./км².

## История
Округ был основан в 1868 году.